# Dirty Dancing 2
Dirty Dancing 2, znany także pod tytułem Wirujący seks 2 (tytuł oryginalny Dirty Dancing: Havana Nights) – amerykański film fabularny z 2004 roku.
Był to film ściśle wzorowany na znanym przeboju kinowym z 1987 roku pt. Dirty Dancing.
Zostały zachowane główne założenia scenariusza, lecz akcja filmu została przeniesiona z USA do stolicy Kuby, Hawany, w przededniu przejęcia władzy przez Fidela Castro.

## Obsada
Główne role w projekcie zagrali Diego Luna (Javier) i Romola Garai (Katie). W epizodzie pojawił się również sam Patrick Swayze, znany z pierwszego filmu Dirty Dancing.
- Diego Luna – Javier Suarez
- Romola Garai – Katie Miller
- Mika Boorem – Susie Miller
- Sela Ward – Jeannie Miller
- John Slattery – Bert Miller
- Jonathan Jackson – James Phelps
- Patrick Swayze - Johnny Castle - nauczyciel tańca

## Opis fabuły
Kuba, rok 1958. Na wyspę wraz z rodzicami i siostrą przyjeżdża osiemnastoletnia Amerykanka - Katie. W hotelu, w którym się zatrzymuje, poznaje kelnera - młodego Kubańczyka Javiera. Pewnego dnia Katie, wracając ze szkoły, widzi Kubańczyków tańczących na ulicy. Jest wśród nich Javier - Katie jest zachwycona ich tańcem. Następnego dnia wraz z synem szefa swojego ojca - Jamesem wybiera się do country clubu. Później wspólnie jadą do La Rosa Negra, kubańskiego klubu, gdzie spotykają Javiera. Po imprezie James ma odwieźć dziewczynę do domu, jednak w samochodzie zaczyna się do niej dobierać. Katie ucieka, a pod hotel odprowadza ją Javier, który następnego dnia zostaje zwolniony z pracy za spoufalanie się z gośćmi. Katie, chcąc pomóc przyjacielowi, proponuje mu udział w konkursie tanecznym, w którym główna nagroda wynosi 5000$. Chłopak po zastanowieniu zgadza się. W tajemnicy przed rodzicami trenują do konkursu, który ma się odbyć w Wigilię. W dniu konkursu, okazuje się, że rodzice dziewczyny wybierają się na niego wraz z rodzicami Jamesa. Konkurs rozpoczyna się, wszyscy ze zdziwieniem dostrzegają między tańczącymi Katie i Javiera, którzy szokują zmysłowym, kubańskim tańcem. Para zdobywa 1. miejsce i tym samym przechodzi do drugiego etapu, mającego odbyć się w Sylwestra. Po powrocie do domu wybucha awantura, matce nie podoba się zachowanie córki. Dziewczyna zostaje spoliczkowana i ucieka. Nocuje w domu Javiera. Następnego dnia Katie wraca do hotelu, gdzie zostaje ciepło powitana przez ojca. Odbywa rozmowę z matką, która nieco ochłonęła po wczorajszych wydarzeniach i przyznaje, że Katie świetnie tańczyła oraz że jest z niej dumna.
Noc sylwestrowa. W finale Katie i Javier tańczą jako ostatni. W trakcie występu na salę wchodzi przebrany za kelnera brat Javiera z bronią w ręku. Konkurs zostaje przerwany, wszyscy uciekają w popłochu. Chłopak zostawia Katie z rodzicami, sam biegnie do kuchni, gdzie żołnierz mierzy z broni do jego brata. Popycha mężczyznę, po czym wraz z bratem ucieka. Tego samego wieczoru na Kubie wybucha rewolucja, na ulicach panuje wielka radość, bracia przyłączają się do świętującego tłumu. Mówi się, że Fidel wyrzuci z kraju wszystkie zagraniczne firmy, a więc także firmę ojca Katie.
Młodzi tancerze nie mogli zwyciężyć (cały konkurs przekreśliła rewolucja), ale mimo to są szczęśliwi, spędzają wspólnie noc. Następnego dnia dziewczyna dowiaduje się, że musi opuścić Kubę, gdyż firma jej ojca kończy działalność w tym kraju. Idzie pożegnać się z Javierem. Ostatniego wieczoru tańczą razem w La Rosa Negra, zostając królem i królową tańca.